# Herviera patricia
Herviera patricia är en snäckart. Herviera patricia ingår i släktet Herviera och familjen Pyramidellidae. Inga underarter finns listade i Catalogue of Life.